# Tor Andræ
Tor Julius Efraim Andræ (né le 9 juillet 1885 à Vena et décédé le 24 février 1947 à Linköping) est un chercheur suédois en religions comparées, professeur à l'Université d'Uppsala et évêque de Linköping à partir de 1936. Il étudie la genèse de l’Islam et les sources juives et chrétiennes du Coran. Notamment, il montre comment Mahomet aurait pu recevoir de l’Église nestorienne de Perse l'impulsion de sa mission religieuse.

## Ouvrages
- Les origines de l'Islam et le christianisme[4]. Andræ recense ce qu'a tiré Mahomet du christianisme et du judaïsme[5].
- Mahomet, sa vie et sa doctrine, 1945[6]